# Elizabeth Cooke
Elizabeth Cooke, Lady Russell, nota come Elizabeth Holby durante il primo matrimonio (Gidea Hall, 1528 – Bisham, 1609) fu un'aristocratica e traduttrice inglese. Membro di spicco della corte di Elisabetta I d'Inghilterra, Elizabeth Cooke era molto nota per le sue doti poetiche e musicali.

## Biografia
Elizabeth Cooke nacque a Gidea Hall, nell'Essex, terza figlia di Anthony Cooke, precettore di Edoardo VI d'Inghilterra. Cooke credeva che l'educazione andasse estesa anche alle donne e diede alle figlie una notevole istruzione per gli standard dell'epoca: Elizabeth si distinse come poetessa e traduttrice, mentre la sorella Anne, futura madre di Francis Bacon, fu una prolifica saggista. Oltre all'inglese, Elizabeth Cooke parlava, scriveva e leggeva fluentemente anche in francese e latino.
Il 27 giugno 1557 Elizabeth sposò Thomas Hoby, noto traduttore de Il Cortegiano in inglese. Nel marzo 1566 Hoby fu nominato baronetto e ambasciatore inglese in Francia e così Elizabeth Cooke si trasferì a Parigi con il marito. Nel luglio dello stesso anno Hoby morì, lasciando la moglie vedova e con quattro figli. Tornata in Inghilterra, Elizabeth fece erigere una cappella per il marito a Bisham. Nel 1574 si sposò con Lord John Russell, da cui ebbe le figlie Anne ed Elizabeth. Il marito morì nel 1584 prima di ereditare il titolo e così Elizabeth non divenne mai baronessa. Fu una favorita della regina Elisabetta tra il 1592 e il 1595 e poi nuovamente a partire dal 1600; la regina fu la madrina di due dei figli di Elizabeth.
Dopo la seconda vedovanza, Elizabeth si distinse come mecenate di diversi musicisti e compositori di rilievo, tra cui John Dowland. Nel 1605 tradusse dal francese A way of reconciliation touching the true nature and substance of the body and blood of Christ in the sacrament. Fervente puritana, la Cooke fu un'accanita nemica del teatro e si oppose con una petizione alla costruzione del Blackfriars Theatre, ma senza successo.